# 延寿瑶族乡
延寿瑶族乡，是中华人民共和国湖南省郴州市汝城县下辖的一个乡镇级行政单位。

## 行政区划
延寿瑶族乡下辖以下地区：
下杨村、留富村、留观村、郭家村、中坪村、九如村、桑坪村、松西村、官亨村、寿水村、新坡村、东寿村、铜城村、城江村、山眉村、温坪村和坪坑村。